# Fernando Maurício
Fernando da Silva Maurício ComM (Mouraria, Lisboa, 21 de Novembro de 1933 — Lisboa, 15 de Julho de 2003) foi um fadista português.

## Biografia
Um dos maiores símbolos do Fado castiço, Fernando Maurício nasceu na Rua do Capelão, no coração do tradicional Bairro da Mouraria, em Lisboa. De uma família centenária deste bairro, com apenas oito anos começou a cantar numa taberna da rua onde morava, "O Chico da Severa". Em 1947 ficou em terceiro lugar no concurso "João Maria dos Anjos", organizado no Café Latino, e participou na Marcha Infantil da Mouraria, interpretando o papel do Conde de Vimioso. 
Tendo abandonado a escola antes de finalizar a instrução primária, o pai mandou-o aprender o ofício de sapateiro, onde Fernando Maurício passava o tempo a estudar as letras de fado. Seria o seu próprio patrão a incentivá-lo a dedicar-se à carreira de fadista. Durante um período de três anos, aos fins-de-semana, cantou em locais como o "Café Latino", o "Retiro dos Marialvas", o "Vera Cruz" ou o "Casablanca", ao Parque Mayer. Aos 17 anos interrompe a actividade a que voltaria apenas em 1954, no conhecido "Café Luso". Atuou depois em outras casas como a "Adega Machado" e "O Faia".
Nos anos 60 e 70 passou pela "Nau Catrineta", a "Kaverna", o "Poeta", a "Taverna d'El Rey" e, novamente, o "Café Luso". Estas casas conquistaram novos públicos com as suas atuações e Fernando Maurício, reconhecido pela autenticidade com que interpretava o fado, passou a ser apelidado de "Rei do Fado". Em 1969 recebeu o "Prémio da Imprensa". É do mesmo período a sua dupla com Francisco Martinho, com quem partilhou muitas noites de fado na "Adega Mesquita", cantando com êxito à desgarrada e a solo.
O disco De Corpo e Alma sou Fadista foi editado em 1984 pela Movieplay. Fernando Maurício recebeu os Prémios Prestígio e de Carreira da Casa da Imprensa em 1985 e 1986. Em 1989, Amália descerrou na rua onde Maurício nasceu duas lápides evocativas das vozes do fado emblemáticas deste bairro: Maria Severa Onofriana e Fernando da Silva Maurício. 
Em 1991 integra o elenco de "Os Ferreiras" deixando escola, ajudando a desenvolver grandes nomes do Fado actual como por exemplo, Ricardo Ribeiro, Raquel Tavares, Miguel Ramos, Diogo Rocha, Pedro Galveias, Mariza, Ana Maurício, entre outros, criando um mito eterno de uma das grandes referência do Fado. 
A Câmara Municipal de Lisboa assinalou, em 1994, as bodas de ouro artísticas de Fernando Maurício no Teatro São Luiz. 
Em 2001 foi publicada a sua biografia O Fado É o meu Bairro da autoria de Sara Pereira.
Fernando Maurício faleceu em Lisboa no dia 15 de Julho de 2003.
Em 2004 foi lançada a compilação Saudade de Fernando Maurício - Antologia 1961-1995.
O realizador e produtor Diogo Varela Silva realizou o documentário O Rei Sem Coroa, um trabalho que também retrata o que foi a Lisboa popular entre os anos 30 e 80 do século XX.
Detentor de uma voz genuína e arreigado às suas raízes lisboetas, é considerado por muitos conhecedores da especialidade como o maior fadista da sua geração. São vários os fados que celebrizou entre eles a "Igreja de Santo Estêvão", com composição de Gabriel Oliveira e Joaquim Campos.

## Discografia

### Álbuns de estúdio
- Fados (LP, Interdisco)
- Terra Irada (LP, Stereomundo, 1982)
- De Corpo e Alma Sou Fadista (Movieplay, 1984)[1]
- É Fado (LP, Metro-Som)
- Testamento Fadista (LP, Metro-Som, 1987)
- Fado É Condão (CD, Ovação, 1994)
- Os 21 Fados do Rei (CD, Metro-Som, 1997)[1]
- Tantos Fados Deu-me a Vida (CD, Discossete, 1995)[1]

### Compilações
- O Melhor dos Melhores (CD, Movieplay, 1997)[1][6]
- Clássicos da Renascença (CD, Movieplay 2000)[1]
- Saudade de Fernando Maurício - Antologia 1961-1995 (CD duplo, Movieplay, 2004)
- Fado (CD, CNM, 2009)
- O Melhor de Fernando Maurício (CD, CNM, 2016)

## Homenagens e distinções
Na década de 1980, a fadista Amália Rodrigues inaugurou na Rua do Capelão uma lápide que assinala o local onde o fadista nasceu e, nas proximidades desta, na rua da Guia, foi inaugurado a 22 de junho de 2014, um busto em bronze do fadista, de autoria do escultor José Carlos Almeida.
A 10 de Maio de 2001, no Coliseu dos Recreios, foi agraciado pelo Presidente da República, com o grau de Comendador da Ordem do Mérito.
Em setembro de 2014, a Assembleia Municipal de Lisboa aprovou por unanimidade e aclamação a atribuição do nome de Fernando Maurício a um largo da Mouraria, bairro onde o fadista nasceu e cresceu, facto que não se efetivou. Por edital de 01/08/2005 a edilidade lisboeta nomeou como Rua Fernando Maurício a Via 3 à Rua do Vale Formoso de Cima, em Marvila.
Tem um busto em sua homenagem na rua da Guia, na Mouraria, inaugurado a 20 de julho de 2014 por António Costa então presidente da câmara municipal de Lisboa e Miguel Coelho, presidente da junta de freguesia de Santa Maria Maior.